# ماكس كامنسكي
ماكس كامنسكي هو لاعب هوكي الجليد كندي، ولد في 19 أبريل 1913 في نياجارا فولز في كندا، وتوفي في 5 مايو 1961.

## وصلات خارجية
- ماكس كامنسكي على موقع دوري الهوكي الوطني (الإنجليزية)
- ماكس كامنسكي على موقع قاعة مشاهير الهوكي (لاعب أن.إتش.أل) (الإنجليزية)
- ماكس كامنسكي على موقع EliteProspects.com (الإنجليزية)
- ماكس كامنسكي على موقع HockeyDB.com (الإنجليزية)
- ماكس كامنسكي على موقع Hockey-Reference.com (الإنجليزية)